# Skjolden
Skjolden er en by i Norge med ca. 250 indbyggere. Den er beliggende inderst i Sognefjorden (ca. 204 km fra havet) og hører under Luster Kommune i Sogn og Fjordane fylke. To smukke dale mødes her: Mørkridsdalen og Fortunsdalen. Fra Skjolden og ud langs den østlige side af fjorden, går den eksotiske Romantiske Vej i 31 km og ender ved Norges ældste stavkirke ved Urnes. Vejen dertil går forbi Norges største vandfald, Feigumfossen og herskabsboligen Munthehuset i Kroken, der i 1800-tallet var et samlingspunkt for kunstmalere.
Riksvei 55, der går gennem byen, er udpeget som national turistvej og fører op på nordeuropas højeste fjeldovergang (1430 meter over havet) igennem Jotunheimen nationalpark.

## Skjolden og Wittgenstein
Skjolden er kendt i filosofkredse som stedet hvor filosoffen Ludwig Wittgenstein boede i en del af sit liv. Wittgenstein fik bygget en hytte i sommeren 1914 på en bjergskrænt ved Eidsvatnet lige nord for Skjolden. I området er stedet kendt som lille Østrig. Hytten blev efter hans død nedrevet og genopbygget som feriebolig overfor skolen. Ved Eidsvatnet på vejen til Fortun og Sognefjellet står der en mindetavle for filosoffen. Man kan fra stedet se over søen til grundmuren som står efter hytten, der også er markeret med det østrigske flag.